# دايركت

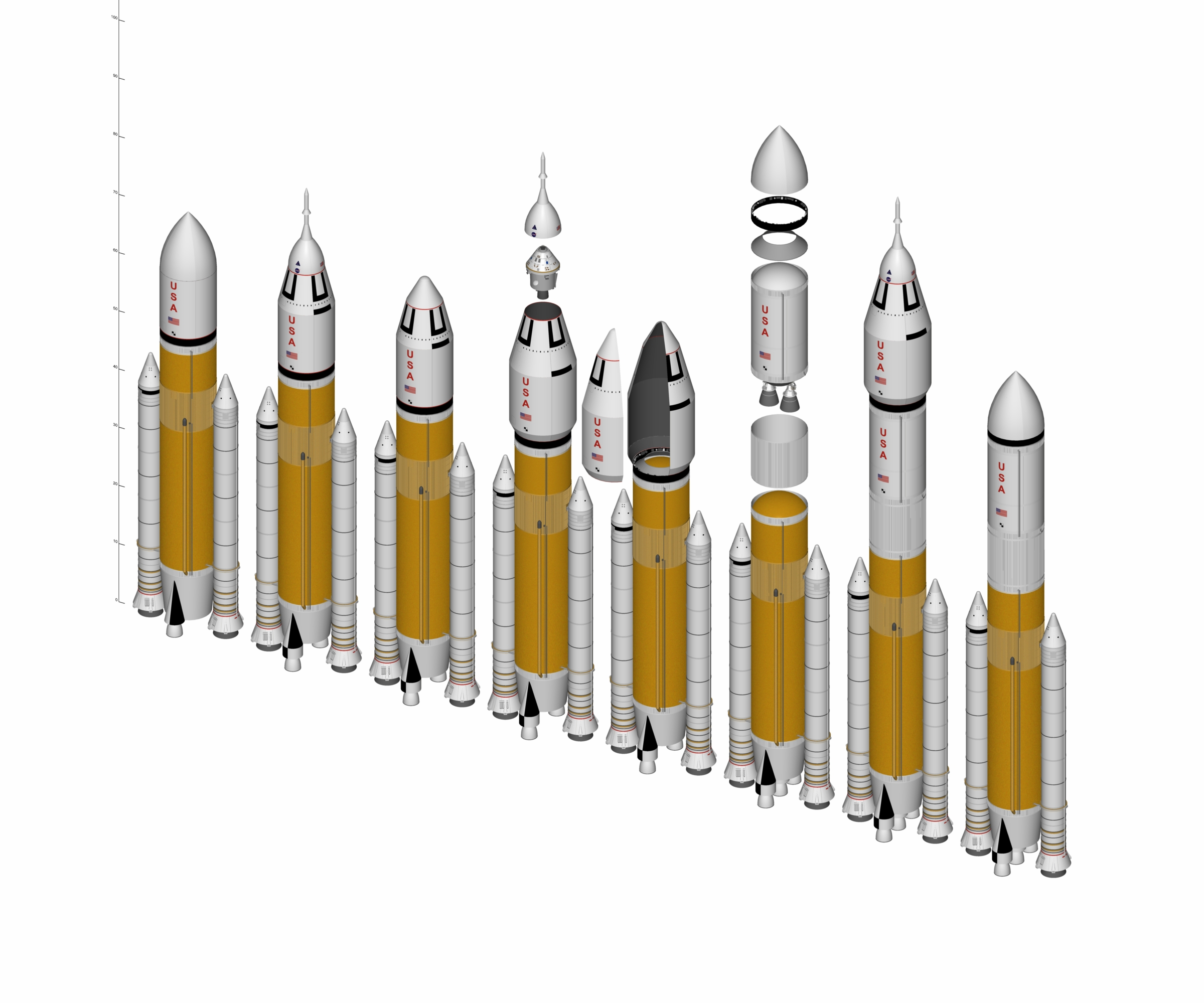

كان «دايركت» مخططاً هندسياً بديلاً لبناء مركبة إطلاق فائقة للحمولات الثقيلة اقتُرح في أواخر العقد الأول من القرن الحادي والعشرين لدعم رؤية استكشاف الفضاء الخاصة بوكالة ناسا عن طريق استبدال صاروخي «آريس 1» و«آريس 5» المُخطط لهما من قبل الوكالة بمجموعة من مركبات الإطلاق المُستمدة من تصميم مكوك الفضاء تُسمى «جوبيتر».
حصل مشروع دايركت على تأييد مجموعة من المتحمسين لاستكشاف الفضاء الذين أكدوا أنهم يمثلون فريقًا أوسع من عشرات المهندسين من ناسا وصناعة الفضاء الذين عملوا بنشاط للخروج بمُقترح تطوعي بشكل مجهول في أوقات فراغهم. في سبتمبر 2008، قيل إن فريق دايركت يتكون من 69 عضوًا، 62 منهم من مهندسي ناسا، ومهندسين ناسا المتعهدين، ومديرين من برنامج «كونستيلشن». مثّل العدد الصغير من الأعضاء غير التابعين لناسا المجموعة علناً.
يشير اسم المشروع «دايركت» (أي «مباشر») إلى فلسفة تعظيم إعادة استخدام الأجهزة والمرافق الموجودة بالفعل لخدمة برنامج مكوك الفضاء (إس تي إس)، ما يسمح بالتالي بالانتقال «المباشر» بين البرنامجين. أكد فريق دايركت أن استخدام هذا النهج لتطوير وتشغيل مجموعة من الصواريخ ذات القواسم المشتركة من شأنه أن يقلل التكاليف والفجوة الزمنية بين تقاعد برنامج مكوك الفضاء والإطلاق الأول لمركبة «أوريون»، وبالتالي تقصير الجداول الزمنية، وتبسيط المتطلبات التقنية للمهمات البشرية الأمريكية المستقبلية.
أُعلن عن ثلاث نسخ رئيسية لمقترح دايركت كان آخرها الإصدار 3.0، في مايو 2009. في 17 يونيو 2009، قدمت المجموعة اقتراحها في جلسة استماع عامة أمام لجنة مراجعة خطط رحلات الفضاء البشرية الأمريكية، وهي لجنة في العاصمة واشنطن تراجع خطط الولايات المتحدة الفضائية.
بعد التوقيع على قانون تفويض وكالة ناسا لعام 2010 (إس. 3729) في 11 أكتوبر من قبل الرئيس «أوباما» لتكليف العمل على مركبة نظام إقلاع الفضاء لرفع الحمولات الثقيلة، أعلن فريق دايركت عن نجاح جهودهم وحُلّ الفريق. أعلن بعض الأعضاء بعد ذلك عن تشكيل شركة تكنولوجيا فضائية جديدة: «سي ستار أيروسبيس، إل إل سي».
دعا مُقترح دايركت إلى تطوير عائلة واحدة ذات قواسم مُشتركة من الصواريخ تُدعى جوبيتر، مُستمدة بدرجة كبيرة من أنظمة مكوك الفضاء الموجودة في ذلك الوقت. ذلك عن طريق استخدام مركبات جوبيتر لـ «مرحلة أساسية مشتركة» تتكون من هيكل خزان مُستمد من الخزان الخارجي لمكوك الفضاء مع زوج من المعززات الصاروخية العاملة بالوقود الصلب (إس آر بي) المكونة من أربعة أجزاء والمثبتة على جانبي المكوك. كان من المُخطط إرفاق ما يصل إلى أربعة محركات رئيسية خاصة بمكوك الفضاء (إس إس إم إي) من مركبة المكوك المدارية على الجزء السفلي من الخزان الخارجي. ستنفصل المحركات مع الخزان المُستهلك من الوقود لتحترق في الغلاف الجوي للأرض.
سيُحمل الطاقم على متن مركبة الإطلاق داخل مركبة أورايون الاستكشافية المخطط لها، التي يعلوها نظام إحباط الإطلاق المخطط له. وستُحاط الحمولات بغطاء حمولة، سواء كانت محمولة خلف مركبة أوريون أو لوحدها خلال الرحلات المُخصصة للحمولات فقط.
أُعلن عن العديد من تكوينات مركبة جوبيتر المُحتملة، لكن مُقترح الإصدار 3.0 الخاص بدايركت، الذي أُعلن عنه في مايو 2009، أوصى باثنين: جوبيتر 130 وجوبيتر 224، بسعات رفع مزعومة تزيد عن 70 و110 طن، على التوالي، إلى مدار أرضي منخفض.

## نظرة تاريخية
كانت جوبيتر الخاصة بمُقترح دايركت إحدى مركبات الإطلاق المُستمدة من تصميم مكوك الفضاء. تستغني هذه الفئة الواسعة من المركبات، المُقترحة منذ إطلاق المكوك الأول، عن مركبة الفضاء المدارية المجنحة، وتنقل محركات الوقود السائل الرئيسية إلى قاع الخزان المُبرد (الذي يُقترح عادةً اشتقاق تصميمه من الخزان الخارجي لمكوك الفضاء)، وتنتقل لموقع الحمولة إلى فوق الخزان.
أُجريت أول دراسة رسمية للمفهوم في عام 1986 في مركز «مارشال» لرحلات الفضاء التابع لناسا في أعقاب كارثة تحطم مكوك «تشالنجر» الفضائي. رُوج للمفهوم كأحد البدائل لإطلاق الحمولات غير المأهولة وكان من المحتمل أن يسمح أيضاً بإعادة إحياء برنامج المهمات القمرية. مع ذلك، لم يكن هناك تمويل مُتاح لناسا لبناء أي مركبات جديدة بينما استمر برنامج مكوك الفضاء. أُجلت الفكرة ووجهت ناسا تركيزها على إصلاح وتشغيل مكوك الفضاء بدلاً من ذلك.
يشبه نهج دايركت نهج نظام الإطلاق الوطني لعام 1991. اعتمد التصميم، المُقترح من قبل ناسا بالاشتراك مع وزارة الدفاع كبديل لصاروخ «تيتان 4»، على نفس معززات الوقود الصلب والخزانات الخارجية المعدلة، ولكن بدلاً من المحرك الرئيسي لمكوك الفضاء القابل لإعادة الاستخدام، فقد حدد أربعة من محركات نظام النقل الفضائي الرئيسية غير القابلة لإعادة الاستخدام والأقل تكلفة. لم يُخصص الكونغرس الأمريكي تمويلاً مناسباً للتطوير.
تضمنت دراسة هندسة أنظمة الاستكشاف (إي إس إيه إس) التابعة لناسا لعام 2005 تصميمًا مشابهًا لمُقترح دايركت يستخدم ثلاثة محركات مكوك فضاء رئيسية (إس إس إم إي). رُفضت التصاميم المعروفة باسم «إل في 24» لإطلاق رواد الفضاء، و«إل في 25» لإطلاق الحمولات، لأنها لم تتمتع بأداءٍ كافٍ للبرنامج القمري المُقترح - لكن لم يُدرس المفهوم باستخدام مرحلة مغادرة الأرض (إي دي إس).
بدأت إعادة استكشاف دايركت لفكرة المركبات المُستمدة من تصميم مكوك الفضاء في عام 2006 لحل مشكلة ارتفاع تكلفة وتأخير مركبة آريس 1 ومخاوف حدوث مشاكل مماثلة مع مركبة آريس 5 العملاقة التي قد تعرض برنامج كونستيلشن بأكمله لخطر الإلغاء. كان أحد الأهداف الإضافية هو الحفاظ على قدرة الولايات المتحدة على إطلاق رحلات مأهولة مع أقل فجوة زمنية ممكنة عند تقاعد مكوك الفضاء مثلما كان مُخططاً له.

### دايركت 1.0
وفقًا لفريق دايركت، كانت النسخة الأولى من مُقترح دايركت هي نتاج دراسة امتدت لثلاثة أشهر أجراها أكثر من اثني عشر مهندساً ومديرياً من ناسا يعملون في وقت فراغهم، ومجموعة صغيرة من المهندسين وغير المهندسين من خارج ناسا. أخذ مُقترح دايركت بتوصية إي إس إيه إس النهائية لاستخدام إس دي إس خلال مرحلة الصعود لتحسين أداء الإطلاق الخاص بمركبة الحمولات، وتطبيق نفس المنهجية على مركبتي إل في 24 و25.
ظهر التغيير التالي في تطوير دايركت استجابةً لاستغناء ناسا عن المحرك الرئيسي لمكوك الفضاء في تصميم آريس 5 بسبب ارتفاع تكلفة تصنيعه وصعوبة إنتاج العدد المطلوب من الوحدات سنويًا باستخدام مرافق التصنيع الموجودة في ذلك الوقت. حددت وكالة ناسا خمسة محركات من طراز «آر إس 68» كمحركات أساسية لآريس 5. حدد مُقترح دايركت ضرورة أن يحتوي مركزها على محركين من طراز آر إس 68. كان من المُخطط تحسين الأداء لحمل الحمولات إلى المدارات الأرضية المنخفضة عن طريق ترقية المحركات الرئيسية بفوهات تبريد تجديدية لتحسين كفاءتها. 
قُدم مُقترح «في 1.0» في 25 أكتوبر 2006 إلى مدير ناسا، «مايكل دي. غريفين»، وعدد كبير من المجموعات الصناعية والسياسية والمناصرة لاستكشاف الفضاء المشاركة في برنامج كونستيلشن.